# Hello Little Girl
A Hello Little Girl az egyik első dal, amelyet John Lennon írt 1957-ben. A The Beatles előadta az 1962-es Decca Records meghallgatásán, és a dal szerepel az 1995-ös Anthology 1 válogatásalbumon is. Az 1960-ban készült házi demófelvételt még soha nem adták ki hivatalosan.
Később két liverpooli együttes, a Fourmost és a Gerry & The Pacemakers 1963-ban rögzített saját változatukat. Az előbbi a kilencedik helyet érte el a brit slágerlistákon, míg az utóbbi 1991-ig kiadatlan maradt.

## Közreműködött
Ian Macdonald szerint:
- John Lennon – ének, ritmusgitár
- Paul McCartney – basszusgitár
- George Harrison – szólógitár
- Pete Best – dob

## Fordítás
Ez a szócikk részben vagy egészben  a   Hello Little Girl című angol Wikipédia-szócikk fordításán alapul.  Az eredeti cikk szerkesztőit annak laptörténete sorolja fel. Ez a jelzés csupán a megfogalmazás eredetét és a szerzői jogokat jelzi, nem szolgál a cikkben szereplő információk forrásmegjelöléseként.